# De Cock en de onsterfelijke dood
De Cock en de onsterfelijke dood  is het vijftigste deel de detectivereeks De Cock van de Nederlandse auteur Appie Baantjer waarin rechercheurs Jurriaan 'Jurre' de Cock en Dick Vledder de moord oplossen op een handlezeres met pseudomedische gaven en erachter komen dat de vader van een van haar "patiënten" uit wraak de moord heeft gepleegd na het overlijden van zijn dochter. Het verhaal speelt zich af in Amsterdam en op de Veluwe.

## Verhaal
De korpsleiding van het Amsterdamse hoofdbureau van politie vindt het tijd voor rechercheur De Cock om op cursus te gaan. Laatstgenoemde protesteert gelet op zijn leeftijd luidruchtig tegen zijn collega Dick Vledder. In een brede maatschappelijke discussie legt de grijze rechercheur uit dat de politie altijd de baas op straat moet blijven. Zo heeft de Amsterdamse politie de stad door oproer, krakersrellen en andere calamiteiten geholpen. Om kwart voor elf die avond wordt hun discussie onderbroken door de binnenkomst van Aard van de Koperberg. Hij komt aangifte doen van de verdwijning van Alida van Boskoop, een vrouw met bijzondere geneeskundige gaven in de chiromantie. Na een ernstig verkeersongeluk heeft zij hem van zijn chronische pijn genezen middels kamille en zeezout. Intussen voelde Aard zich steeds meer tot Alida aangetrokken en hij heeft haar tevergeefs een huwelijksaanzoek gedaan. Vooral haar drie dochters waren tegen. Veertien dagen geleden was Alida volgens haar dochters verdwenen uit het praktijkpand aan de Brouwersgracht wegens een vakantie naar Zuid-Frankrijk. Hij beschuldigt op zijn beurt haar dochters van moord. Een half uur na middernacht komt ook Andries Korreman nog een duit in het zakje doen. Zijn vrouw Nanette frequenteert de praktijk aan de Brouwersgracht met hun zieke dochtertje Elisa. De praktijk wordt nu om beurten door haar drie dochters waargenomen. En dit vanwege een korte trip van hun moeder naar de hemel.
De volgende morgen komt De Cock laat op zijn werk en krijgt te horen dat zijn chef Buitendam zich sterk voor de zaak interesseert. Dick Vledder heeft inmiddels al wat feiten boven tafel gehaald. Alida is al eens aangeklaagd en vrijgesproken van het onbevoegd uitoefenen van de geneeskunde. In het proces verbaal van een bekende collega rechercheur Hans Rijpkema zit ook een interview uit een damesblad. Daarin staat dat Alida en haar dochters van Onze Lieve Heer de gave van de geneeskunst hebben ontvangen. Alida noemt zichzelf daarom ‘Hippocratine’ als een duidelijke verwijzing naar Hippocrates. Bovendien is ze volgens het damesblad onsterfelijk. De Cock wil haar nu ook wegens godslastering vervolgen. Terwijl ze wandelen naar de Brouwersgracht, merkt Dick op dat haar dochters een abc’tje zijn. Angela, Beatrijs en Christina, verwekt door drie onbekende vaders. In de wachtruimte aan de Brouwersgracht klaagt De Cock over zijn moeie voeten en noemt Dick Vledder zijn zoon. Pas in de behandelkamer van Angela van Boskoop maakt hij zich bekend als rechercheur. Door de onwillige opstelling van Angela, gebiedt De Cock Vledder om ook Beatrijs en Christina naar de behandelkamer te brengen voor een gezamenlijk verhoor. De drie zussen blijven van mening verschillen. Angela houdt vast aan vakantie in Frankrijk, Beatrijs zegt dat moeder naar de hemel is en Christina beweert dat ze zelfmoord heeft gepleegd.
Angela biecht nu op dat ze haar moeder heeft gevonden bungelend aan een strop. Nadat haar zusters uit hun bungalow in Putten waren gekomen, hebben ze gedrieën de dode moeder losgemaakt en bij hun huis in Putten in het bos begraven. Er was geen afscheidsbrief aanwezig. Om de onsterfelijkheid van hun moeder te garanderen, mag volgens Angela niets van dit gesprek naar buiten komen. De Cock is op de terugweg iets vergeten te onderzoeken en laat Dick Vledder terug rijden naar de Brouwersgracht. Omdat de houtvezels aan de deur de verkeerde kant opstaan concludeert De Cock dat er moord in het spel was. Dick Vledder wordt nu door De Cock met Christina naar Putten gestuurd om het lijk op te graven. Intussen biecht Beatrijs een mislukt huwelijk op met Patrick Nederveldt. Omdat ze nog steeds van hem houdt en hij van haar vreest ze daarom dat Patrick haar moeder heeft omgebracht. Bovendien heeft hij nog een sleutel van het bedrijfspand.
Dick Vledder komt verslag doen van zijn succesvolle exhumatie in Putten. Uiteindelijk moest de Amsterdamse Officier van justitie Mr. Overwhere nog het laatste zetje geven om zijn Gelderse collega te overtuigen. Morgen is de sectie in Westgaarde, omdat Dick Vledder daar toevallig dokter Rusteloos tegen het lijf liep en zo meteen een afspraak kon maken. De Cock praat op zijn beurt Vledder bij over Beatrijs en Patrick. Laatstgenoemde is op zijn vijftiende veroordeeld wegens dierenmishandeling. Hij had een kat opgehangen. Nanette Korreman meldt zich ook nog eens bij rechercheur De Cock. Ze heeft zo haar eigen ideeën over dood en onsterfelijkheid. Ze zegt een schoonzus te zijn (geweest) van Beatrijs, omdat Patrick Nederveldt haar broer is. Bovendien zegt ze dat alle drie de zussen gehuwd zijn geweest. De Cock besluit dat het de hoogste tijd is om met Dick Vledder een cognackie te gaan halen bij Smalle Lowietje. Lowie noemt Rooie Bertus, een kluiskraker en verlinkt door zijn schoonmoeder Alida. Daardoor sneuvelde ook zijn huwelijk met Angela. Aard van de Koperberg meldt zich maar weer eens en wordt aan een striemend verhoor door De Cock onderworpen. Ten slotte beschuldigt hij de drie dochters van moord op hun moeder.
De volgende ochtend moet De Cock zich bij commissaris Buitendam melden. Angela van Boskoop heeft hem thuis bezocht om te klagen over een stiekeme rechercheur De Cock. Geen open vizier! In de discussie over zijn opsporingsmethoden werpt De Cock zijn chef tegen dat het geweldige oplossingspercentage van moordzaken door De Cock afstraalt op zijn incompetente chef. Daardoor wordt Buitendam beschermd tegen ontslag. De commissaris stuurt het met een zenuwtrek zijn kamer uit. Bij terugkomst in de recherchekamer geeft Dick Vledder zijn chef Buitendam groot gelijk. De Cock doet altijd de gekste dingen. Inbreken, misdaden uitlokken en in dat kader paste de malle vertoning met zijn moeie voeten aan de Brouwersgracht. Vledder vond het maar niks als tijdelijke zoon van De Cock. Buitendam heeft als zijn taak grenzen te trekken. Het bevolkingsregister heeft rechercheur Vledder verder geholpen. Alida was 48 jaar toen ze stierf. Angela was gehuwd geweest met Albertus de Graaf, alias Rooie Bertus. Christina was gehuwd met Alexander Minnedorper. Laatstgenoemde is volgens De Cock een bekend strafpleiter met een niet zo’n beste reputatie. Alle drie de huwelijken hebben maar ongeveer een jaar of twee geduurd. Vlak daarna meldt Beatrijs zich door de telefoon. Ze meldt Vledder dat ze Angela hangend aan de deur heeft gevonden.
Op de plaats delict vermoedt De Cock een kopie van de eerste moord. Beatrijs vindt haar eigen Patrick een verdachte maar ook Rooie Bertus. Die schreef juichend dat het oude wijf dood is. En Alexander Minnendorper is ook al een rancuneuze ex. Dokter Den Koninghe constateert een verwurging al langer dan 8 uur geleden gepleegd. Als Dick Vledder van de eerste sectie terugkomt, heeft De Cock een verrassing voor hem. Patrick Nederveldt stormde de Brouwersgracht binnen en zit nu in een verhoorkamer. Na een intens verhoor door Vledder en De Cock besluit laatstgenoemde hem te laten gaan. Dit tegen de zin van Dick Vledder. Dan meldt Alexander Minnedorper zich vrijwillig bij de twee rechercheurs. Na Lowie wijst ook Alexander naar zijn ex-zwager Rooie Bertus. De Cock besluit nu om in te gaan breken aan de Brouwersgracht. Dick Vledder zal de gegevens uit de computer op  floppies moeten zetten, om een beter licht op de zaak te werpen. De Cock verschaft zich toegang met het apparaat van Handige Henkie. Ter begroeting bungelt Beatrijs aan een nieuwe strop. Dick Vledder ziet zijn ontslag nu wel erg dichtbij komen na deze onrechtmatige binnenkomst. Maar De Cock is hardnekkig, hij wil alles van de computer op de floppies.
De volgende ochtend heeft De Cock thuis al moeie voeten. Hij komt ten slotte veel te laat op zijn werk aan. Dick Vledder heeft de floppies dan al uitgeprint. Maar voor ze aan de slag kunnen belt Christina op dat ze haar zus Beatrijs bungelend heeft gevonden. De Cock stuurt Dick Vledder alleen naar de plaats delict. Tijdens het bestuderen van de computerprints wordt hij gestoord door Rooie Bertus. Hij had ooit hulp gezocht voor zijn claustrofobie aan de Brouwersgracht. Hij werd ter plekke uitgehuwelijkt aan de bloedmooie oudste dochter. Vervolgens werd al zijn geld afgepakt door moeder en dochter en vervolgens wordt de recherche getipt over de details van Bertus zijn kluiskrakers. Met zijn claustrofobie verdwijnt hij een poos in de cel. Maar desgevraagd noemt hij als de echte kwade genius, Alexander Minnedorper, die het hele plan had uitgedacht voor zijn schoonmoeder en schoonzus. De Cock laat Bertus op vakantie naar Spanje vertrekken. Hij gaat verder met het bestuderen van de computerprints en wordt daarin wederom gestoord door Dick Vledder, die Christina meebrengt. Ze belooft desgevraagd al haar medewerking om de moordenaar op te sporen. Na haar vertrek naar Putten duikt De Cock weer in de computerprints. En in het bijzijn van Vledder ziet hij in een flits de geest van de moordenaar.
De Cock zet een val op in het pand aan de Brouwersgracht met Christina als lokaas. Er komt inderdaad een man met een sleutel binnen die doorloopt naar de behandelkamer. Dick Vledder wordt onderste boven gelopen en De Cock moet hem laten gaan. Buiten is Fred Prins paraat met een snoekduik en Appie Keizer helpt met een houdgreep. Op straat ligt Andries Korreman, de vader van de inmiddels twee dagen dode Elisa. Bij hem thuis legt De Cock het weer eens achteraf uit. Dick Vledder is nog erg onder de indruk van de begrafenis op Zorgvlied van Elisa Korreman. Haar vader Andries, drievoudig moordenaar, mocht erbij zijn. Fred Prins wel nu wel eens weten waarom zijn broek kapot moest. Zijn Ierse vrouw Ann kon slechts uitbrengen: “That dangerous old man again.” Na het ronddelen van de cognac begint De Cock met zijn fouten. Hij was van begin af aan te gefixeerd op de drie ex-schoonzoons. Hij had meer aandacht moeten schenken aan het onbevoegd uitoefenen van de geneeskunde, tegen groot geldelijk gewin. Nanette Korreman wilde Elisa laten behandelen door Alida, maar haar man was tegen. Om te bewijzen dat de chiromantiste niet onsterfelijk was, hetgeen zijn vrouw heilig geloofde, vermoordde hij haar. Toen Angela de rol van haar moeder overnam, was ook zij aan de beurt. En na de dood van Elisa, moest ook Beatrijs eraan geloven. De Cock liet Christina een brief schrijven aan Andries. Zij had de praktijk overgenomen van haar moeder en wilde graag over Elisa praten. Omdat Elisa net overleden was, stormde Andries de Brouwersgracht binnen. Als iedereen weg is wil mevrouw De Cock nog weten hoe Andries aan de sleutels van het pand kwam. Dat waren nu juist de sleutels die Patrick zijn zwager al maanden kwijt was.